# Trentepohlia distalis
Trentepohlia distalis är en tvåvingeart som beskrevs av Alexander 1931. Trentepohlia distalis ingår i släktet Trentepohlia och familjen småharkrankar. Inga underarter finns listade i Catalogue of Life.